# Aquadag

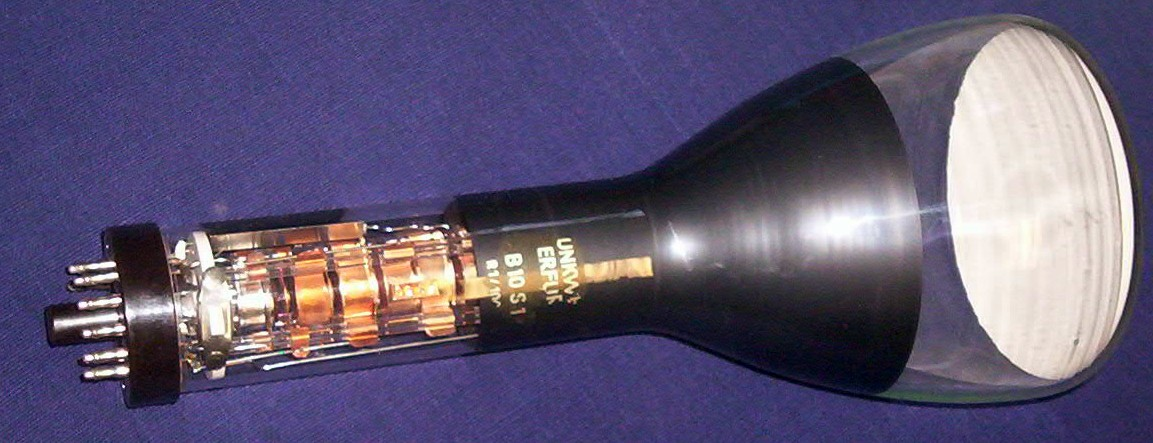
Oszilloskop-Röhre mit deutlich sichtbarer Aquadag-Schicht

Aquadag ist eine wässrige Suspension von kolloidalem Graphit in gelartigen Flüssigkeiten. Diese Suspension wurde im Herbst 1906 vom amerikanischen Industriellen Edward Goodrich Acheson entwickelt, wobei er zunächst eine Verwendung als Schmiermittel vorschlug. Acheson berichtet, dass er die Entwicklung in 23 Ländern patentieren und den Markennamen Aquadag eintragen ließ, wobei Aquadag eine Kurzbezeichnung für Aqua deflocculated acheson graphite ist. Es wurde von der Firma Acheson Industries hergestellt, die 1998 einer Tochterfirma der Imperial Chemical Industries (ICI) wurde und die heute zu Henkel gehört. Espe gibt als Inhaltsstoffe Agar, Wasser, Graphitpulver und Ammoniak an, die in einer Kugelmühle vermischt werden. Mit Hilfe von Aquadag erhaltene Beschichtungen werden z. B. in der Vakuumtechnik verwendet, wenn elektrisch leitende, temperaturunempfindliche Beläge mit geringer Neigung zur Sekundärelektronenemission benötigt werden.

## Verwendung
Aquadag wurde bei der Herstellung von Kathodenstrahlröhren auf die Innenfläche eines Teils des rückwärtigen Glaskolbens aufgetragen, um elektrisch leitfähige Schichten zu erhalten, welche Streuelektronen aufnehmen und externe elektrische Felder abschirmen sollen. Während des Ausheizens der fertig montierten Röhren zerfallen die organischen Bestandteile und werden mit der Vakuumpumpe abgesaugt, während auf dem Glaskolben eine reine, gut haftende und schwach leitende Graphitschicht zurückbleibt.
Oft wurde – vor allem bei Fernsehbildröhren – zusätzlich auf die rückwärtige Außenseite der Kathodenstrahlröhre eine zweite Schicht aus Aquadag aufgetragen: Während die innere Schicht leitfähig mit der Hochspannungs-Anode verbunden ist, liegt die äußere Schicht wie die Kathode auf Erdniveau. So können die beiden Schichten wie ein sehr hochspannungsfester Plattenkondensator wirken, welcher die Hochspannung glättet und somit Unregelmäßigkeiten im Hochspannungsausstoß des Zeilentransformators ausgleicht. Ein gewöhnlicher Kondensator gleicher Kapazität und Spannungsfestigkeit wäre ein übergroßes Bauteil, welches Kosten und Ausmaße des Empfängers empfindlich erhöhen würde.
Ebenfalls erhielten frühe Elektronenröhren im Bereich des eigentlichen Röhrensystems einen innenseitigen Belag aus Aquadag, um unerwünschte Effekte durch aus dem Glaskolben ausgeschlagene Sekundärelektronen zu unterbinden. Aquadag fand auch bei der Herstellung von Magischen Augen Verwendung. Zwischen Leuchtanode und Leuchtschicht aufgebracht, wird die Ableitung von Elektronen erleichtert und damit deren Leuchtkraft erhöht.